# Алвару III (маніконго)
Алвару III (порт. Álvaro III) або Мбіка-а-Мпанґу Німі Лукені луа Мвемба (кон. Mbika-a-Mpangu Nimi Lukeni lua Mvemba; 1595 — 5 травня 1622) — шістнадцятий маніконго центральноафриканського королівства Конго.

## Біографія
Був сином Алвару II та племінником Бернарду II. Останній зайняв престол в обхід прямого спадкоємця, втім вже за рік його було вбито, й Алвару III зійшов на трон.
Спочатку близьким соратником Алвару був герцог Мбамба, з дочкою якого одружився маніконго. Втім невдовзі герцог почав виступати проти короля, спочатку непрямо — він вторгся до провінції Мпемба, володінь брата короля, та змусив останнього тікати; потім він повернув зброю й проти самого маніконго, але протистояння завершилось після загибелі герцога Мбамба 1620 року.
Алвару III вдалось тимчасово відтіснити голландців з гирла річки Конго.
На момент смерті Алвару 1622 року його син Амброзіу I був надто малим, щоб зайняти трон, тому в Конго на короткий період було встановлено владу династії Кінканґа.